# Miamiville (Ohio)
Miamiville é um lugar designado pelo censo localizado no condado de Clermont no estado estadounidense de Ohio. No Censo de 2010 tinha uma população de 242 habitantes e uma densidade populacional de 253,9 pessoas por km².

## Geografia
Miamiville encontra-se localizado nas coordenadas 39° 12′ 44″ N, 84° 18′ 01″ O. Segundo o Departamento do Censo dos Estados Unidos, Miamiville tem uma superfície total de 0.95 km², da qual 0.88 km² correspondem a terra firme e (8.15%) 0.08 km² é água.

## Demografia
Segundo o censo de 2010, tinha 242 pessoas residindo em Miamiville. A densidade populacional era de 253,9 hab./km². Dos 242 habitantes, Miamiville estava composto pelo 95.45% brancos, 0% eram afroamericanos, 0.83% eram amerindios, 0.41% eram asiáticos, 0.41% eram insulares do Pacífico, 1.24% eram de outras raças e o 1.65% pertenciam a duas ou mais raças. Do total da população 0.83% eram hispanos ou latinos de qualquer raça.